# Staffan Hansing
Staffan Hansing, född 13 juni 1965, är en svensk byggnadsantikvarie som är verksam vid Stadsmuseet i Stockholm.